# Anthon, Iowa
Anthon là một thành phố thuộc quận Woodbury, tiểu bang Iowa, Hoa Kỳ. Năm 2010, dân số của thành phố này là 565 người.

## Dân số
Dân số qua các năm:
- Năm 2000: 649 người.
- Năm 2010: 565 người.